# Karabajan
Karabajan (ros. Карабаян) – wieś (dieriewnia) w Rosji, w Tatarstanie, w rejonie tiulaczyńskim. W 2010 liczyła 33 mieszkańców.